# 首发KiDS
首发KiDS（日语：／ Sutamen Kizzu）是日本一支男子童星组合，隶属星尘传播。首发KiDS是星尘传播旗下的新人及年轻演员团队“EBiDAN”的练习生组合，同时也是中小学生组合的派生团体。

## 组合成员
| 姓名                           | 出生年月      | 出身地   | 代表色 | 兴趣                                     | 技能                                 |        |
| ------------------------------ | ------------- | -------- | ------ | ---------------------------------------- | ------------------------------------ | ------ |
| 須藤琉伟（／ Sudou Rui）       | 2006年8月5日  | 神奈川县 | 蓝色   | 游戏 / 钢琴（5岁开始） / 英语（6岁开始） | 跳舞 / 过山车                        | [ 4 ]  |
| 长崎大晟（／ Nagasaki Taisei） | 2006年6月13日 | 神奈川县 | 白色   | 音乐欣赏 / 篮球                          | 唱歌 / 跳舞                          | [ 5 ]  |
| 佐藤大志（／ Sato Taishi）     | 2006年7月14日 | 东京都   | 绿色   | 动画欣赏 / 游戏                          | 柔道（6岁开始） / 舞蹈 / 跆拳道      | [ 6 ]  |
| 城桧吏（／ Jyou Kairi）        | 2006年9月6日  | 东京都   | 紫色   | 游戏                                     | 跳舞 / 短跑                          | [ 7 ]  |
| 清水在（／ Shimizu Ari）       | 2006年6月13日 | 神奈川县 | 黑色   | 读书                                     | 跳舞 / 将棋                          | [ 8 ]  |
| 财部友吾（／ Takara Beyugo）   | 2007年7月26日 | 神奈川县 | 红色   | 躲避球 / 黑白棋 / 体操                   | 跳舞 / 早起 / 游戏 / 跳箱            | [ 9 ]  |
| （ Rikimaru）                  | 2007年4月23日 | 东京都   | 黄色   | 观看动画电影及搞笑节目 / 钢琴（5岁开始） | 跳舞 / 唱歌 / 网球（4岁开始） / 剑玉 | [ 10 ] |

### 脚注
1. ↑  是的缩写，而则是和制英语的意思。的意思是（赛场上）首先登场的选手，首发选手的含义。

### 出典
1. ↑  . 星塵傳播.   [2019-12-25]. （原始内容存档于2021-01-21）. （页面存档备份，存于）
2. ↑  . 星尘音乐.   [2019-12-25]. （原始内容存档于2021-02-28）. （页面存档备份，存于）
3. ↑  . 星尘音乐.   [2019-12-25]. （原始内容存档于2020-02-14）. （页面存档备份，存于）
4. ↑  . 星塵傳播.   [2019-12-25]. （原始内容存档于2021-01-27）. （页面存档备份，存于）
5. ↑  . 星塵傳播.   [2019-12-25]. （原始内容存档于2020-12-04）. （页面存档备份，存于）
6. ↑  . 星塵傳播.   [2019-12-25]. （原始内容存档于2021-01-23）. （页面存档备份，存于）
7. ↑  . 星塵傳播.   [2019-12-25]. （原始内容存档于2020-12-27）. （页面存档备份，存于）
8. ↑  . 星塵傳播.   [2019-12-25]. （原始内容存档于2020-12-04）. （页面存档备份，存于）
9. ↑  . 星塵傳播.   [2019-12-25]. （原始内容存档于2020-01-03）. （页面存档备份，存于）
10. ↑  . 星塵傳播.   [2019-12-25]. （原始内容存档于2020-12-04）. （页面存档备份，存于）
11. ↑  . スタメンKiDS Official Website.   [2019-12-26]. （原始内容存档于2020-09-28）. （页面存档备份，存于）